# السفارة السعودية في أوتاوا
السفارة السعودية في أوتاوا(بالإنجليزية: Embassy of Saudi Arabia in Ottawa)‏، هي السفارة السعودية والمركز الرئيسي للبعثة الدبلوماسية السعودية بكندا ، وموقعها في العنوان 201 سوسكيس درايف.

## وصلات خارجية
- الموقع الرسمي.